# Tetrablemma gongshan
Espèce
Tetrablemma gongshan est une espèce d'araignées aranéomorphes de la famille des Tetrablemmidae.

## Distribution
Cette espèce est endémique du Yunnan en Chine,. Elle se rencontre dans le xian de Gongshan.

## Description
Le mâle holotype mesure 1,1 mm.

## Étymologie
Son nom d'espèce lui a été donné en référence au lieu de sa découverte, le xian de Gongshan.

## Publication originale
- He & Lin, 2021 : « Two new armored spiders (Araneae, Tetrablemmidae) from Yunnan, China. » Acta Arachnologica Sinica, vol. 30, no 2, p. 106-112.